# 腫瘤伴隨症候群
腫瘤伴隨症候群（paraneoplastic syndrome）又稱副腫瘤症候群，是排除肿瘤直接浸润、压迫、转移的原因后，肿瘤经间接途径所引起远隔器官损伤和功能障碍的综合征。此综合征临床表现多样，可为结缔组织皮肤病变、神经肌肉病变、或是血管、胃肠道和血液等的异常。
腫瘤伴隨症候群的机制是由于肿瘤产生某些异常物质（如异位激素、生长因子和异常蛋白质等）激活异常免疫反应或其他不明原因。
通常有下列幾類：
- 神經與肌肉系統的症狀：腫瘤伴隨症候群引起的神經系統症狀範圍，相較於腫瘤惡性轉移到腦部所引起的症狀更為廣泛，通常同時影響感覺和運動功能。常見疼痛和感覺異常。

- 凝血功能異常：許多癌症病人有不明原因的靜脈血栓。血栓常會到處游走阻塞血管。

- 內分泌症狀：高鈣血症

- 全身性症狀：如厭食、體重減輕、疲倦。

- 皮肤症状：如牛肚掌（英语：Tripe palms）